# Группы Конвея
Группы Конвея — это три введённые Конвеем спорадические простые группы Co1, Co2 и Co3 вместе со связанной с ними конечной группой Co0.
Наибольшая из групп Конвея, Co0, является группой автоморфизмов решётки Лича {\displaystyle \Lambda }. Эта группа имеет порядок
8 315 553 613 086 720 000
Она не является простой группой. Простая группа Co1 порядка
4 157 776 806 543 360 000
определяется как факторгруппа группы Co0 по её центру, который состоит из скалярных матриц ±1.
Скалярное произведение на решётке Лича определяется как 1/8 суммы произведений соответствующих координат двух перемножаемых векторов. Это целое число. Квадратичная норма вектора равна скалярному произведению вектора на себя, всегда чётное целое число. Часто говорят о типе вектора решётки Лича, который равен половине нормы. Подгруппы часто называются согласно типам соответствующих фиксированных точек. Решётка не имеет векторов типа 1.
Группы Co2 (порядка 42 305 421 312 000) и Co3 (порядка 495 766 656 000) состоят из автоморфизмов {\displaystyle \Lambda }, сохраняющих вектора типа 2 и вектора типа 3 соответственно. Так как умножение на скаляр −1 не сохраняет никакого ненулевого вектора, эти две группы изоморфны подгруппам группы Co1.

## История
Томас Томпсон рассказал, как Джон Лич примерно в 1964 году исследовал плотную упаковку сфер в евклидовых пространствах высоких размерностей. Одним из открытий Лича была решётчатая укладка в 24-мерном пространстве, основанная на том, что стало называться решёткой Лича {\displaystyle \Lambda }. Он решил узнать, содержит ли группа симметрии решётки интересные простые группы, но почувствовал, что ему нужна помощь кого-либо, более осведомлённого в теории групп. Он долго искал такого человека, но математики были заняты своими собственными задачами. Джон Конвей согласился посмотреть на эту задачу. Джон Г. Томпсон заявил, что примет участие в работе, если Конвей найдёт порядок группы. Конвей полагал, что потратит на проблему месяцы или годы, но получил результат за несколько дней.
Витт утверждал, что он нашёл решётку Лича в 1940 году, и намекнул, что вычислил порядок её группы автоморфизмов Co0.

## Мономиальная подгруппа N группы Co0
Конвей начал свои исследования Co0 с подгруппы, которую он назвал N. Это голоморф (расширенного) двоичного кода Голея, представленного как набор диагональных матриц c 1 или −1 на диагонали, то есть его расширение с помощью группы Матьё M24 (элементы которой представлены как матрицы перестановки). N ≈ 212:M24.
Стандартное представление двоичного кода Голея, используемое в данной статье, упорядочивает 24 координаты так, что 6 последовательных блоков по 4 (тетрад) образуют секстет.
Матрицы группы Co0 ортогональны. То есть, они оставляют скалярное произведение неизменным. Обратная матрица является её транспонированной. Co0 не содержит матриц с определителем −1.
Решётку Лича можно определить как Z-модуль, порождённый множеством {\displaystyle \Lambda _{2}} всех векторов типа 2, состоящих из
(4, 4, 022)
(28, 016)
(−3, 123)
и их образов под действием N. {\displaystyle \Lambda _{2}} под действием N распадается на 3 орбиты размера 1104, 97152 и 98304. Тогда {\displaystyle |\Lambda _{2}|=196560=2^{4}\cdot 3^{3}\cdot 5\cdot 7\cdot 13}. Конвей сильно подозревал, что Co0 транзитивна на {\displaystyle \Lambda _{2}}, и, более того, он обнаружил новую матрицу, не мономиальную и не целочисленную.
Пусть {\displaystyle \eta } — матрица 4×4
{\displaystyle {\frac {1}{2}}{\begin{pmatrix}1&-1&-1&-1\\-1&1&-1&-1\\-1&-1&1&-1\\-1&-1&-1&1\end{pmatrix}}}
Теперь пусть {\displaystyle \zeta } — 6-блочная матрица с нечётным числом {\displaystyle \eta } и {\displaystyle -\eta }. {\displaystyle \zeta } является симметричной и ортогональной матрицей, а значит, представляет собой инволюцию. Она переставляет вектора между различными орбитами группы N.
Чтобы вычислить {\displaystyle |\mathrm {Co} _{0}|}, лучше всего рассмотреть {\displaystyle \Lambda _{4}}, множество векторов типа 4. Любой вектор типа 4 является в точности одним из 48 векторов типа 4, сравнимых друг с другом по модулю {\displaystyle 2\Lambda }, которые распадаются на 24 ортогональные пары {\displaystyle \{v,-v\}}. Набор из 48 таких векторов называется каркасом (англ. frame). N имеет в качестве орбиты стандартный каркас из 48 векторов вида (±8, 023). Подгруппа, фиксирующая заданный каркас, сопряжена с N. Группа 212, изоморфная коду Голея, действует как изменение знака векторов каркаса, в то время как M24 переставляет 24 пары каркаса. Co0, как можно показать, транзитивна на {\displaystyle \Lambda _{4}}. Конвей перемножил порядок {\displaystyle 2^{12}|\mathrm {M} _{24}|} группы N и число каркасов, последнее равно отношению {\displaystyle |\Lambda _{4}|/48=8252375=3^{6}\cdot 5^{3}\cdot 7\cdot 13}. Это произведение является порядком любой подгруппы группы Co0, которая строго содержит N. Следовательно, N является максимальной подгруппой группы Co0 и содержит силовские 2-подгруппы группы Co0. N также является подгруппой Co0 всех матриц с целыми элементами.
Поскольку {\displaystyle \Lambda } включает вектора вида (±8, 023), Co0 состоит из рациональных матриц, в которых все знаменатели делят 8.
Наименьшее нетривиальное представление группы Co0 над любым полем является 24-мерным, возникающим из решётки Лича, и оно точно над полями с характеристикой, отличной от 2.

## Инволюции в Co0
Любая инволюция в Co0, как можно показать, сопряжена элементу в коде Голея. Co0 имеет 4 класса сопряжённости инволюций.
Перестановочная матрица вида 212, как можно показать, сопряжена додекадам. Её централизатор имеет вид 212:M12 и имеет сопряжения внутри мономиальной подгруппы. Любая матрица в этом сопряжённом классе имеет след 0.
Матрица перестановок вида 2818, как можно показать, сопряжена октаде. Она имеет след 8. Она и противоположная ей (след −8) имеют общий централизатор вида {\displaystyle (2^{1+8}\times 2).\mathrm {O} _{8}^{+}(2)}, максимальная подгруппа в Co0.

## Группы подрешёток
Конвей и Томпсон обнаружили, что четыре недавно найденные спорадические простые группы, описанные в докладе на конференции, изоморфны подгруппам или факторгруппам подгрупп Co0.
Конвей сам использовал нотацию для стабилизаторов точек и подпространств, ставя в начале префикс в виде точки. Исключениями были •0 и •1, известные ныне как Co0 и Co1. Для целого {\displaystyle \mathbf {n} \geqslant 2} пусть {\displaystyle {\boldsymbol {\cdot }}\mathbf {n} } означает стабилизатор точек типа n (см. выше) в решётке Лича.
Конвей затем ввёл названия для стабилизаторов плоскостей, определённых треугольниками, имеющими начало координат в качестве вершины. Пусть •hkl будет поточечным стабилизатором треугольника с рёбрами (разности вершин) типа h, k и l. В простейших случаях Co0 транзитивна на точках или треугольниках и группы стабилизаторов определены с точностью до сопряжённости.
Конвей отождествил •322 с группой МакЛафлина McL (порядок 898 128 000), а •332 с группой Хигмана — Симса HS (порядок 44 352 000). Обе были недавно обнаружены.
Ниже таблица некоторых групп подрешёток:
| Название | Порядок           | Структура         | Пример вершин                 |
| -------- | ----------------- | ----------------- | ----------------------------- |
| •2       | 218 36 53 7 11 23 | Co2               | (−3, 123)                     |
| •3       | 210 37 53 7 11 23 | Co3               | (5, 123)                      |
| •4       | 218 32 5 7 11 23  | 211:M23           | (8, 023)                      |
| •222     | 215 36 5 7 11     | PSU6(2) ≈ Fi21    | (4, −4, 022), (0, −4, 4, 021) |
| •322     | 27 36 53 7 11     | McL               | (5, 123), (4, 4, 022)         |
| •332     | 29 32 53 7 11     | HS                | (5, 123), (4, −4, 022)        |
| •333     | 24 37 5 11        | 35 M11            | (5, 123), (0, 212, 011)       |
| •422     | 217 32 5 7 11     | 210:M22           | (8, 023), (4, 4, 022)         |
| •432     | 27 32 5 7 11 23   | M23               | (8, 023), (5, 123)            |
| •433     | 210 32 5 7        | 24.A8             | (8, 023), (4, 27, −2, 015)    |
| •442     | 212 32 5 7        | 21+8.A7           | (8, 023), (6, −27, 016)       |
| •443     | 27 32 5 7         | M21:2 ≈ PSL3(4):2 | (8, 023), (5, −3, −3, 121)    |

## Две другие спорадические подгруппы
Две спорадические подгруппы можно определить как факторгруппы стабилизаторов структур на решётке Лича. Отождествление R24 с C12 и {\displaystyle \Lambda } с
{\displaystyle \mathbf {Z} \left[e^{{\frac {2}{3}}\pi i}\right]^{12},}
результирующей группой автоморфизмов (то есть, группой автоморфизмов решётки Лича, сохраняющих комплексную структуру), когда делится на шестиэлементную группу комплексных скалярных матриц, даёт группу Судзуки Suz (порядка 448,345,497,600). Эту группу обнаружил в 1968 году Митио Сузуки.
Похожее построение даёт группу Янко J2 (порядок 604,800) как факторгруппу кватернионных автоморфизмов {\displaystyle \Lambda } по группе скаляров ±1.
Семь простых групп, описанных выше, включают то, что Роберт Грисс назвал вторым поколением счастливого семейства, которое состоит из 20 спорадических простых групп, найденных в монстре. Некоторые из семи групп содержат по меньшей мере некоторые из пяти групп Матьё, которые составляют первое поколение.

## Цепочка Сузуки произведения групп
Co0 имеет 4 класса смежности элементов порядка 3. В M24 элемент вида 38 образует группу, нормальную в копии S3, которая коммутирует с простой подгруппой порядка 168. Прямое произведение {\displaystyle \mathrm {PSL} (2,7)\times \mathrm {S} _{3}} в M24 переставляет октады трио и переставляет 14 додекадных диагональных матриц в мономиальной подгруппе. В Co0 этот мономиальный нормализатор {\displaystyle 2^{4}\colon \mathrm {PSL} (2,7)\times \mathrm {S} _{3}} расширен до максимальной подгруппы вида {\displaystyle 2.\mathrm {A} _{9}\times \mathrm {S} _{3}}, где 2.A9 является двойным накрытием знакопеременной группы A9.
Джон Томпсон указал на то, что было бы плодотворно изучение нормализаторов малых групп вида 2.An. Некоторые максимальные подгруппы Co0 найдены таким способом. Более того, две спорадические группы появляются в результирующей цепочке.
Существует подгруппа {\displaystyle 2.\mathrm {A} _{8}\times \mathrm {S} _{4}}, только одна из её цепочек не максимальна в Co0. Далее, существует подгруппа {\displaystyle (2.\mathrm {A} _{7}\times \mathrm {PSL} _{2}(7))\colon {2}}. Следующей идёт {\displaystyle (2.\mathrm {A} _{6}\times \mathrm {SU} _{3}(3)):2}. Унитарной группой {\displaystyle \mathrm {SU} _{3}(3)} (порядок 6048) связана с группой автоморфизмов графа с 36 вершинами, предвосхищая следующую подгруппу. Эта подгруппа — {\displaystyle (2.\mathrm {A} _{5}\circ \mathrm {2.HJ} ):2}, в которой появляется Группа Янко J2. Упомянутый граф расширяется до графа Холла — Янко со 100 вершинами. Следующей идёт {\displaystyle (2.\mathrm {A} _{4}\circ 2.\mathrm {G} _{2}(4)):2}, группа G2(4), которая является исключительной группой лиева типа.
Цепочку завершает 6.Suz:2 (Suz=Спорадическая группа Судзуки), которая, как упомянуто выше, сохраняет комплексное представление решётки Лича.

## Обобщённый Чудовищный Вздор
Конвей и Нортон предположили в статье 1979 года, что возможен аналог чудовищного вздора и для других групп. Лариса Куин и другие последовательно нашли, что можно построить расширения многих главных модулей (в английской литературе используется заимствованный из немецкого языка термин Hauptmodul, буквально — главный модуль) из простых комбинаций размерностей спорадических групп. Для групп Конвея соответствующие ряды Маккея — Томпсона — это {\displaystyle T_{2B}(\tau )}={1, 0, 276, −2048, 11 202, −49 152, …} (A007246) и {\displaystyle T_{4A}(\tau )}={1, 0, 276, 2048, 11 202, 49 152, …} (A097340), где постоянный член a(0)=24,
{\displaystyle {\begin{aligned}j_{4A}(\tau )&=T_{4A}(\tau )+24\\&=\left({\frac {\eta ^{2}(2\tau )}{\eta (\tau )\,\eta (4\tau )}}\right)^{24}\\&=\left(\left({\frac {\eta (\tau )}{\eta (4\tau )}}\right)^{4}+4^{2}\left({\frac {\eta (4\tau )}{\eta (\tau )}}\right)^{4}\right)^{2}\\&={\frac {1}{q}}+24+276q+2048q^{2}+11202q^{3}+49152q^{4}+\dots \end{aligned}}}
и {\displaystyle \eta (\tau )} является эта-функцией Дедекинда.